# 3961 Arthurcox
3961 Arthurcox è un asteroide della fascia principale del diametro medio di circa 10,28 km. Scoperto nel 1962, presenta un'orbita caratterizzata da un semiasse maggiore pari a 2,6218349 UA e da un'eccentricità di 0,1544699, inclinata di 12,66656° rispetto all'eclittica.